# 京葉市原駅
京葉市原駅（けいよういちはらえき）は、千葉県市原市八幡海岸通にある京葉臨海鉄道臨海本線の貨物駅である。

## 駅概要
車扱貨物の取扱駅となっている。地上駅で、富士電機千葉工場への専用線があり、まれに特大貨物輸送列車が運転される。
かつては、周辺のDIC千葉工場や三井造船千葉事業所、古河電気工業千葉事業所、王子コーンスターチ千葉工場、日本配合飼料千葉工場（1988年閉鎖）、不二サッシ千葉工場への専用線も存在した。

## 歴史
- 1963年（昭和38年）9月16日：開業。

## 駅周辺
- 王子コーンスターチ千葉工場
- レゾナック・ホールディングス千葉事業所
- 富士電機千葉工場
- 三井造船千葉事業所

## 隣の駅
京葉臨海鉄道
■臨海本線（支線）
千葉貨物駅 - （市原分岐点） - 京葉市原駅